# Aeroportul Tshikapa
Aeroportul Tshikapa (IATA: TSH, ICAO: FZUK) este un aeroport din Tshikapa, Provincia Kasaï, Republica Democratică Congo.
Situat la o altitudine de 486 m, aeroportul dispune de o singură pistă.